# Croix de carrefour de La Crique
La croix de carrefour de La Crique est un monument historique classé, situé à La Crique en Normandie.

## Localisation
La croix est située au carrefour du village de La Crique, dans le département de la Seine-Maritime,.

## Historique
La croix est datée du XVIe siècle. 
Elle est déplacée à son emplacement actuel au XIXe siècle.
Elle est classée comme monument historique depuis le 27 décembre 1913.
Le village possède par ailleurs trois croix monumentales.

## Description
La croix de carrefour de La Crique est en grès.